# Big Stone megye
Big Stone megye az Amerikai Egyesült Államokban, azon belül Minnesota államban található. Megyeszékhelye és legnagyobb városa Ortonville. Lakosainak száma 5166 fő (2020. április 1.). Big Stone megye Traverse, Lac qui Parle, Stevens, Swift, Roberts és Grant megyékkel határos.

## Népesség
A megye népességének változása:
| Lakosok száma | 5259 | 5220 | 5160 | 5122 | 5040 | 5166 |
|               | 2010 | 2011 | 2012 | 2013 | 2015 | 2020 |